# Černyševsk
Černyševsk (in russo Чернышевск?) è un insediamento di tipo urbano della Russia, centro amministrativo del Černyševskij rajon nel Territorio della Transbajkalia. Fondata dai cosacchi nel XVII secolo, contava 12.533 abitanti al censimento del 2010.